# 三道眉草鹀
三道眉草鹀，学名Emberiza cioides，又名草鹀、大白眉、三道眉、犁雀儿、山带子、山麻雀、韩鹀、小栗鹀。

## 生态环境
三道眉草鹀喜欢在开阔地环境中活动，见于丘陵地带和半山区地稀疏阔叶林地，山麓平原或山沟的灌丛和草丛中以及远离村庄的树丛和农田。本物种垂直分布于海拔500米－1100米的中山和低山地带，有的亚种在夏季可能漂泊到海拔2800米以上的高山地带。

## 分布地域
三道眉草鹀主要分布在亚洲东部地区，俄罗斯的远东地区、蒙古国、朝鲜半岛、日本列岛有本物种分布，中国东部北起东北三省南至广东北部和福建南部均有本物种分布，其分布西限可达陕西、甘肃、青海、四川直至云贵一线，另外在新疆西部天山山脉一线有本物种cioides亚种分布，纬度较低的台湾、香港等地有本物种迷鸟记录。

## 特征

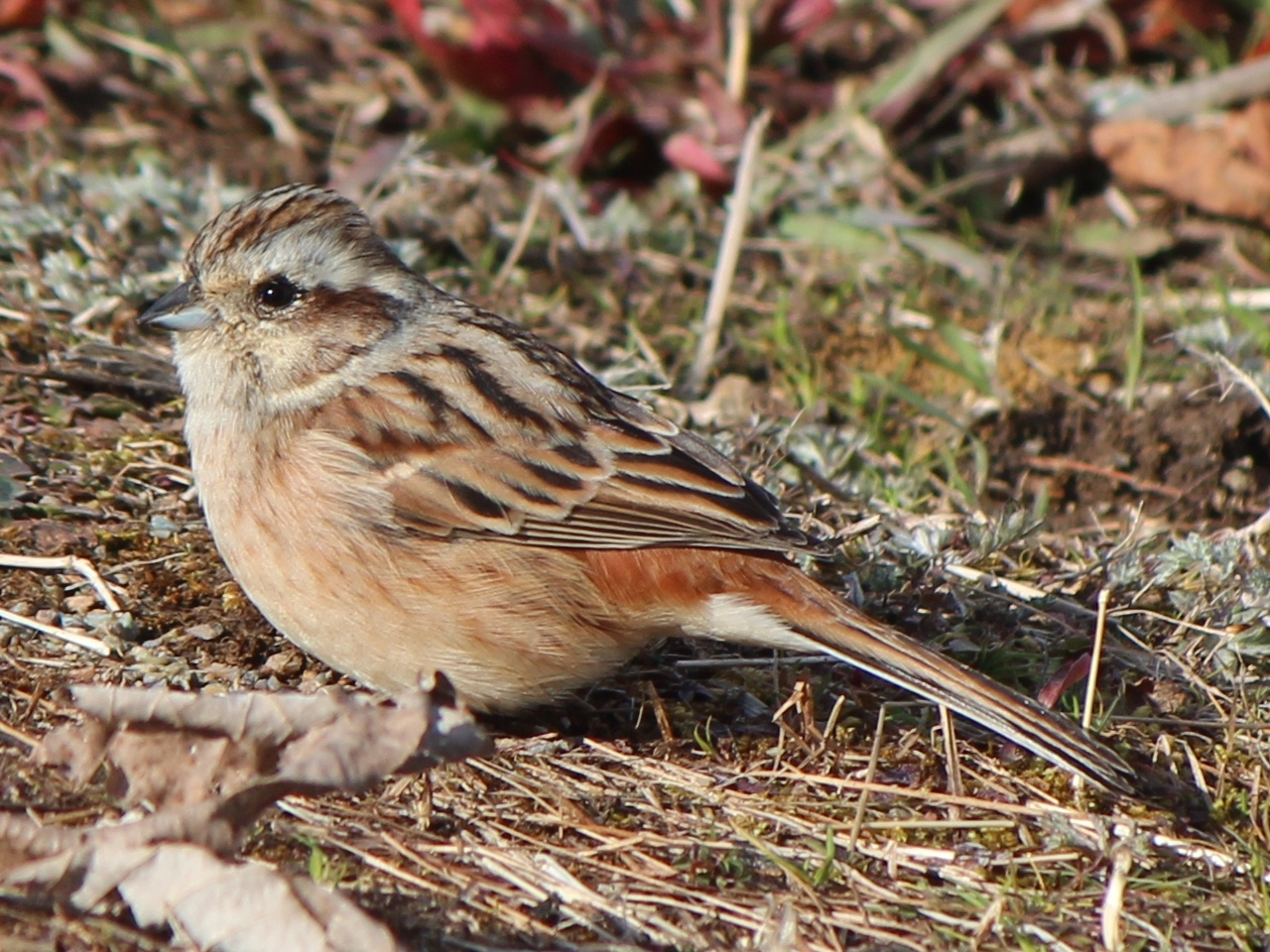
雌性

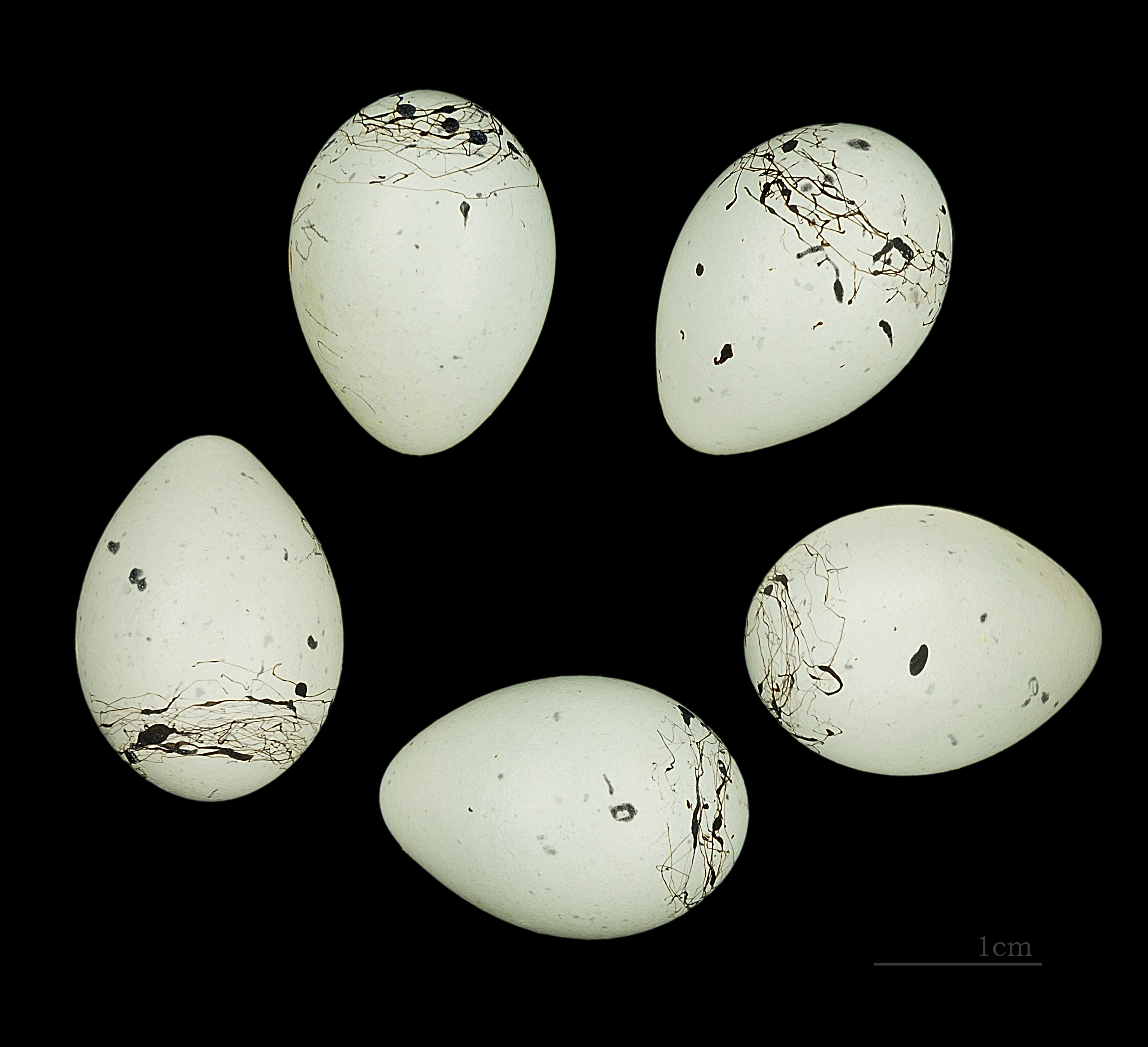
Emberiza cioides

三道眉草鹀体形略大，约16厘米左右，雄雌个体同形异色。雄性头顶至脑后枕部深栗色，面颊以饱满的黑色为底色，有净白色的宽大眉纹和瓷纹，眉纹颊纹都很宽与黑色区域几乎等宽，颌及喉部污白色；上体肩背部以栗褐色为基色，各羽羽干黑色，形成稍宽的黑色纵纹，尾上覆羽纯栗色；两枚中央尾羽栗红色，羽干黑色，其余尾羽黑褐色，外土黄色，最外侧的两枚尾羽外甲各自有一块白色条带，飞行时非常明显，这两块白色也是鹀属鸟类的共同特征；双翅小覆羽灰色，形成灰色肩角，各级飞羽均以栗色、褐色棕色为基调，其中三级飞羽和大覆羽羽干黑色，在两翅部位形成黑色纵斑；上胸栗红色；两胁栗红色至栗黄色；腹部土黄色，愈向尾部颜色愈浅淡，至尾下覆羽则呈现略现土黄色的污白色。雌性体形与雄性接近，但头面部羽色不似雄鸟那样黑白分明，头顶至枕部以褐色为基色，具少量黑色纵斑，眉纹宽大，自嘴基延伸至颈侧略现极浅的棕黄色，耳羽和颊部栗色，在栗色区域与浅黄色区域之间以一条幼细的黑色贯眼纹分隔，在相当于雄性白色瓷纹的部位有一条浅黄褐色瓷纹。 虹膜呈深褐；上喙色深，下喙蓝灰而嘴端色深；双足粉色。

## 食物
鹀属鸟类多系食穀鸟，三道眉草鹀亦不例外。据野外观察，三道眉草鹀冬春季食谱以野生草种为主，夏季以昆虫为主。他们所取食的草籽包括蓼、稗、狗尾草、葶荠、萝卜、鹅观草、稻谷、小麦等的种子；取食的动物性食物包括鞘翅目、直翅目、双翅目、膜翅目、鳞翅目、同翅目昆虫、蜘蛛等，在5－8月的育雏期其食谱几乎全部是鳞翅目昆虫的幼虫。

## 繁殖与保护
三道眉草鹀的繁殖开始于每年的4月，在这期间雄鸟开始占区，与雌鸟配对，4月底至5月初间开始营巢，巢呈碗状，以草茎交织而成，内垫马鬃兽毛，平均外径约11厘米，平均内径约6厘米，高10厘米，深6厘米，巢址选择在光线充足的林间灌木中，山坡草丛的地面上，全部营巢工作均由雌鸟完成。本物种产卵期在每年的5－6月间，每巢产卵5枚左右，卵色呈白色或浅天蓝色，表面散布褐色细纹稍具斑点，孵化期12－13天。雏鸟生长迅速，留巢期12－13天，据郑光美等人的研究，雏鸟体重生长符合logistic方程，渐近线16.6g，拐点3.7天，增长率0.580，其生长方程的具体形式为：
{\displaystyle W={\frac {16.6}{1+e^{-0.580(t-3.7)}}}}
离巢的雏鸟在亲鸟带领下活动一段时间后于8月末结成20只左右的小群活动。
本物种未被列入保护动物目录，其在中国的分布地域虽然非常广泛，种群数量较大。